# Histoire des plantes les plus remarquables du Bresil
Histoire des plantes les plus remarquables du Bresil (abreviado Hist. Pl. Remarq. Bresil) es un libro con descripciones botánicas que fue escrito por el botánico y explorador francés Augustin Saint-Hilaire. Fue publicado en París en 6 partes en los años 1824-1826 con el nombre de Histoire des Plantes les plus Remarquables du Brésil et du Paraguay: comprenant leur description, et des dissertations sur leurs rapports, leurs usages, etc., avec des planches, en partie coloriées: tome premier.

## Publicación
- Parte 1-2: 1-80, tt. 1-8. Jun 1824;
- Parte 3-4, Nov 1825;
- Parte 5-6, Jul ? 1826